# Прендергаст, Питер
Питер Прендергаст (англ. Peter Prendergast; род. 23 сентября 1963, Кингстон) — ямайский футбольный судья.

## Карьера
Арбитр ФИФА с 1994 по 2006 годы. Первый международный матч судил 9 июня 1996 года, товарищескую встречу между США и Ирландией. Обслуживал матчи следующих турниров::
- Золотой кубок КОНКАКАФ: 1996 (два матча), 1998 (один матч), 2000 (три матча, в том числе финал), 2002 (два матча, в том числе полуфинал), 2003 (два матча), 2005 (три матча, в том числе полуфинал)
- Чемпионат мира по футболу: 2002 (отборочный турнир и финал), 2006 (отборочный турнир)
- Кубок конфедераций: 2005

На чемпионате мира 2002 года Прендергаст работал на следующих матчах:
- 1 июня 2002,  Камерун —  Ирландия (группа E, резервный судья)
- 5 июня 2002,  Россия —  Тунис (группа H, главный судья). Назначил пенальти в ворота Туниса[4].
- 12 июня 2002,  Швеция —  Аргентина (группа F, резервный судья)
- 17 июня 2002,  Бразилия —  Бельгия (1/8 финала, главный судья).

В матче 1/8 финала на 36-й минуте Прендергаст не засчитал гол Марка Вильмотса в ворота сборной Бразилии за фол бельгийцев в атаке, вследствие чего подвергся критике за пристрастное к фаворитам чемпионата мира судейство. Прендергаст не только не признал свою ошибку, но и пригрозил подать на Марка Вильмотса в суд за то, что тот якобы приписал ему извинения за незасчитанный гол, которые судья не приносил.
Из-за скандала Прендергаст чуть не ушёл в отставку в 2002 году, но продолжил работу. Де-факто карьеру судьи Прендергаст завершил в 2006 году из-за травмы колена, пропустив чемпионат мира в Германии. В настоящее время занимается обучением футбольных арбитров КОНКАКАФ в рамках программы Referee Assistance Program, утверждённой ФИФА.
Свободно владеет английским и испанским языками.